# 烏拉爾圖
烏拉爾圖（阿拉姆語：Urarṭu）是一個古代王國，位於黑海東南部和裏海西南部的山區，中心位置在亚美尼亚高原的凡湖周围。歷史可以追溯至前860年。阿尔吉什提一世与萨尔杜里二世在位时国势强盛，前840年人口有80万人，到前743年人口达到160万人。公元前6世纪被米底亚王国所灭。其文化受到两河流域影响。烏拉爾圖王國使用的語言烏拉爾圖語屬於黏着语，不屬於蘇美爾語及印歐語系。文字使用楔形文字。

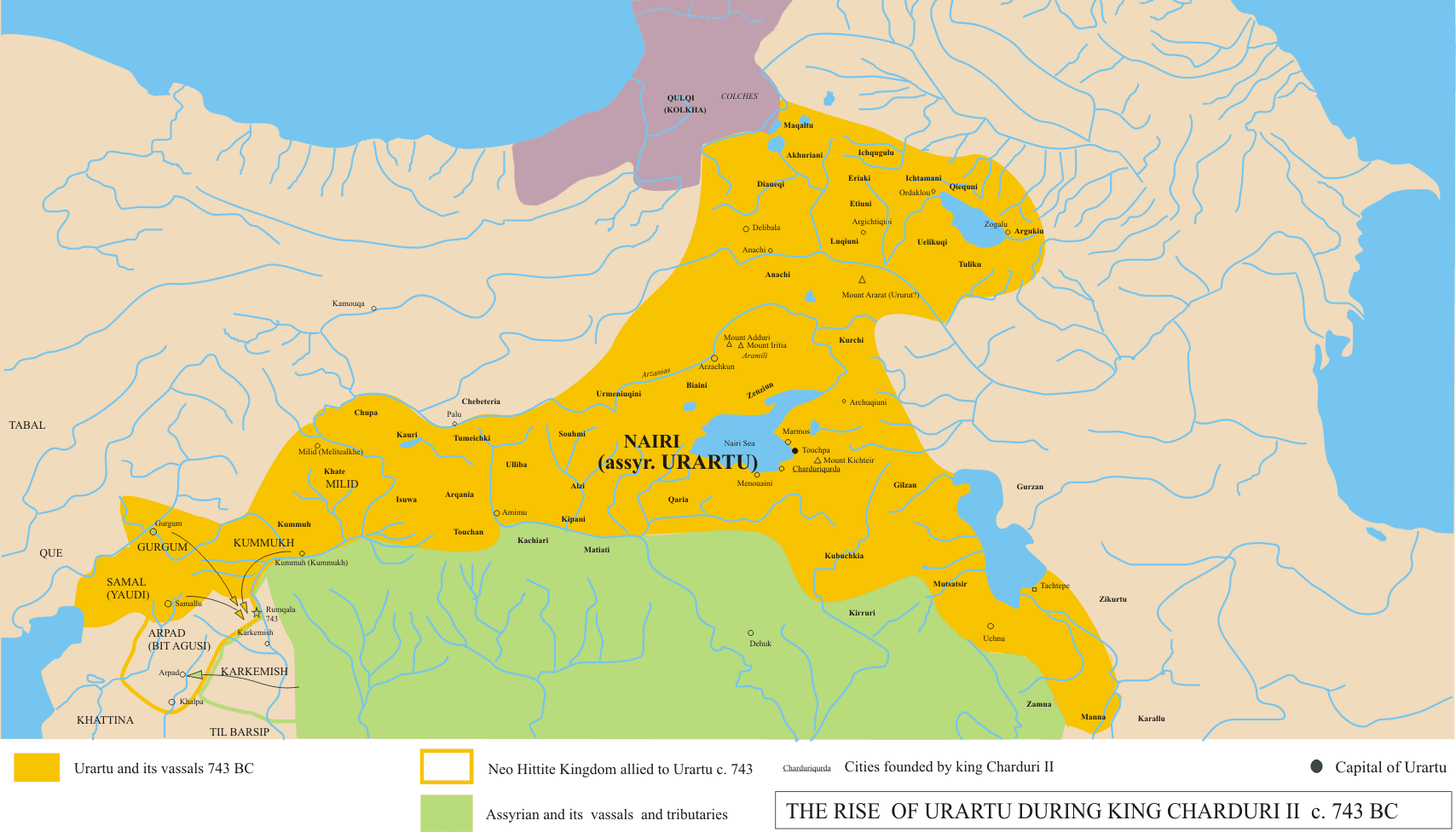
烏拉爾圖的國土在前743年達到最大

## 外部連結
- Historical Maps of Urartu by WikiMedia Commons （页面存档备份，存于）